# ویلفرد مایکل وینیچ
 ویلفرد مایکل وینیچ (انگلیسی: Wilfrid Michael Voynich؛ ۳۱ اکتبر ۱۸۶۵ – ۱۹ مارس ۱۹۳۰) یک انقلابی لهستانی، یک عتیقه‌شناس و یک دوستدار کتاب بود.